# Halecium schneideri
Halecium schneideri är en nässeldjursart som beskrevs av Bonnevie 1898. Halecium schneideri ingår i släktet Halecium och familjen Haleciidae. Inga underarter finns listade i Catalogue of Life.